# Manta Ray
Manta Ray fue un grupo de post-rock español, formado en 1992 en Asturias. Fue uno de los más relevantes dentro del llamado Xixón Sound, llegando a ser un referente de la emergente escena de música indie del momento.

## Trayectoria
Manta Ray fue fundada en 1992 por José Luis García y Nacho Álvarez, que además era el dueño del Bar Plaza, que se convirtió en el epicentro del Xixón Sound. El nombre de la banda toma el nombre de una canción de los Pixies.Dos años después, se unieron al grupo dos miembros procedentes de otras bandas del movimiento Xixón Sound, Isaías Sanz, de Yellowfinn, y Nacho Vegas, de Eliminator Jr.
En 1994, lanzaron su primer EP, «Escuézme EP», de la banda con la discográfica Subterfuge Records y la producción de Paco Loco. En 1995, también con Subterfuge Records, Manta Ray lanzó el LP «The last crumbs of love», que alcanzó repercusión nacional.
En 1997, lanzaron un disco junto con Javier Corcobado y Astro discos. Ese mismo año, lanzaron un disco conjunto con la banda francesa Diabologum y en 1998 publicaron "Pequeñas puertas que se abren y pequeñas puertas que se cierran", momento en el que incorporó a Manta Ray el alemán Frank Rudow.
Entre sus miembros figuró como guitarrista Nacho Vegas, que abandonó la banda en 1999 para iniciar su carrera en solitario. Tras ello, Manta Ray lanzó tres discos más.
La banda anunció su separación el 28 de febrero de 2008, realizando su última actuación con motivo del 15 aniversario del bar La Plaza, uno de los precursores del Xixón Sound. Desde entonces, han reaparecido en diversas ocasiones, como en 2012, en 2017 o en 2023, que volvieron a tocar juntos con motivo del 31 aniversario del bar La Plaza, junto a otros artistas como Elena del Frade, El Columpio Asesino o Presa.

## Reconocimientos
En 1994, Manta Ray ganó el Concurso de Rock Villa de Bilbao.

## Miembros
- José Luis García (guitarra, voz)
- Nacho Álvarez (bajo)
- Nacho Vegas (guitarras, 1994-99)
- Isaías Sanz (batería, 1994-95)
- Juan Luis Ablanedo (batería, 1995-96)
- Xabel Vegas (batería, 1996-2008)
- Frank Rudow (samplers, teclados, instrumentos de percusión, bajo, batería, 1996-2008)

## Discografía[11]

### LP
- Manta Ray (Subterfuge, noviembre de 1995)

Reeditado en marzo de 2001 por Astro con 4 canciones extra.
Reeditado en mayo de 2004 por Subterfuge con 9 canciones extra.
- Pequeñas puertas que se abren y pequeñas puertas que se cierran (Astro, febrero de 1998)
- Score, un concierto de Manta Ray (Astro / Sinedín, abril de 1999).

De venta exclusiva con la revista Rockdelux de ese mes. En marzo de 2001 se lanzó en vídeo.
- Esperanza (Astro, febrero de 2000).

Se publicó también una edición especial de 2000 copias con un CD sencillo adicional.
- Estratexa (Acuarela, febrero de 2003)
- Torres de electricidad (Acuarela, enero de 2006)

### SencillosyEP
- Escuezme! Ep (Subterfuge, octubre de 1994)
- The last crumbs of love (Subterfuge, mayo de 1995)
- O.F. king (Astro, febrero de 1998)
- Smoke (Astro, octubre de 1998)
- Rita (Astro, mayo de 2000)
- Take a look (Acuarela, 2003)

### Colaboraciones y Splits
- Diminuto cielo -junto a Corcobado- (Astro, febrero de 1997)[14]
- La última historia de seducción -split junto a Diabologum- (Astro / Ovni, septiembre de 1997)[14]
- Manta Ray Vs. Cosmos: Pequeñas puertas que se abren y pequeñas puertas que se cierran -remixes- (Astro, septiembre de 1999)[14]
- Heptágono -junto a Schwarz (Astro, noviembre de 2001 -en CD- / Sandwich, febrero de 2002 -en vinilo-)[14]